# Fécamp
Fécamp – miejscowość i gmina we Francji, w regionie Normandia, w departamencie Sekwana Nadmorska.
Według danych na rok 1990 gminę zamieszkiwało 20 808 osób, a gęstość zaludnienia wynosiła 1381 osób/km² (wśród 1421 gmin Górnej Normandii Fécamp plasuje się na 10. miejscu pod względem liczby ludności, natomiast pod względem powierzchni na miejscu 136.).

## Współpraca
Miejscowości partnerskie:
- Herstal, Belgia
- Mouscron, Belgia

## Zabytki
- Opactwo benedyktyńskie (Abbaye de la Trinité de Fécamp)
- Palais Bénédictine, w stylu neogotyckim i neorenesansowym

## Galeria

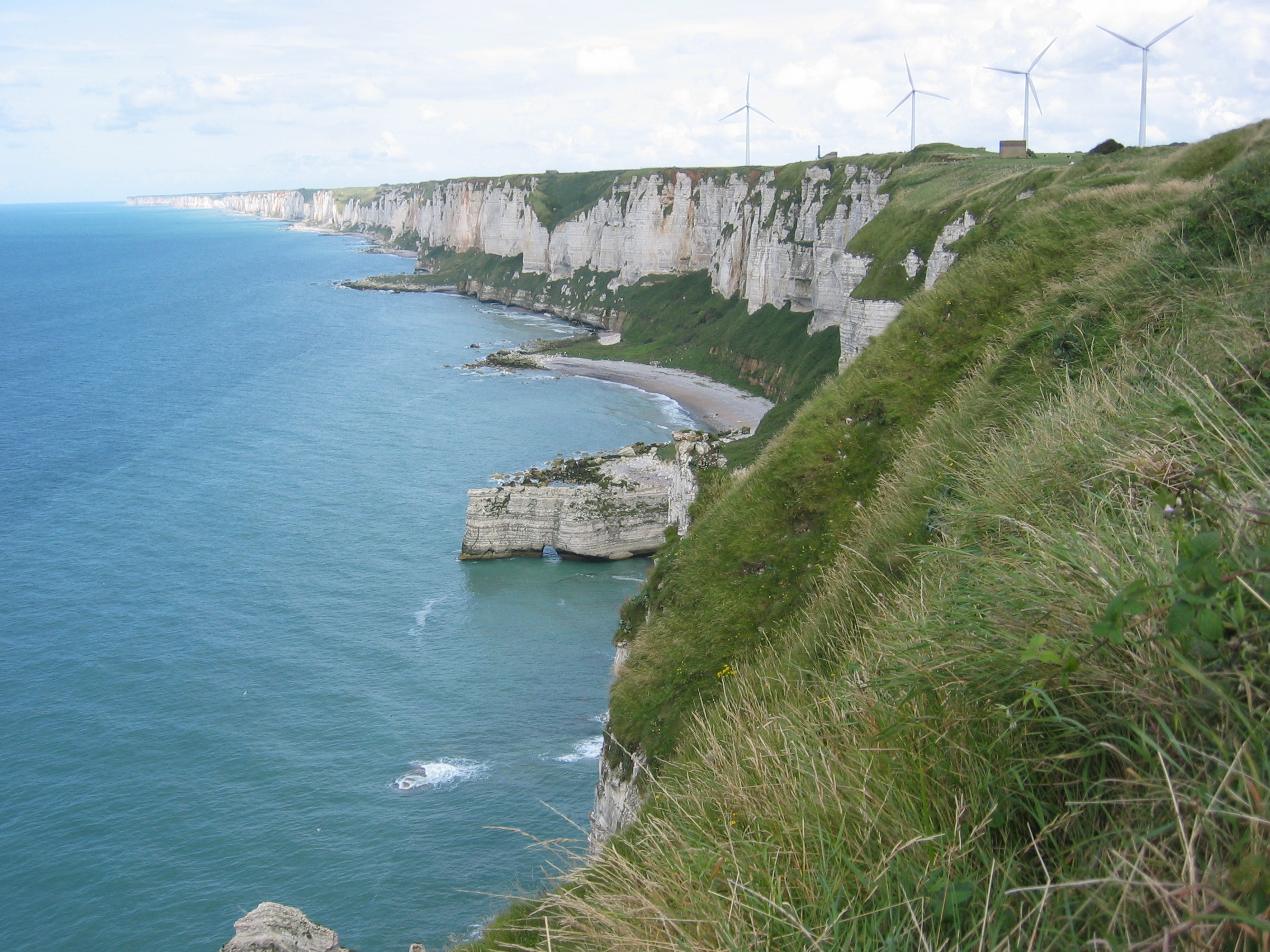
Wybrzeże w okolicach Fécamp
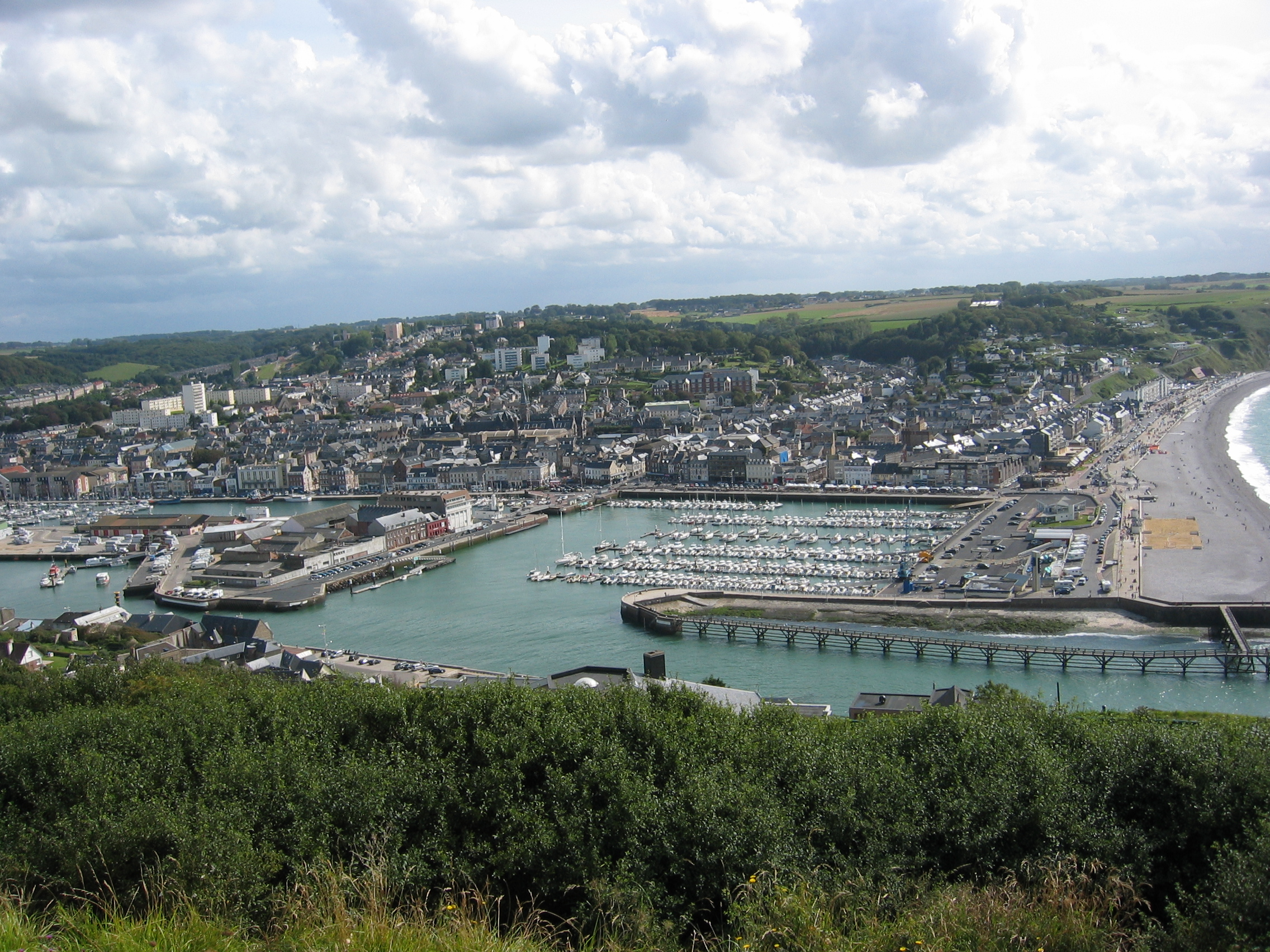
Fécamp, panorama centrum miasta
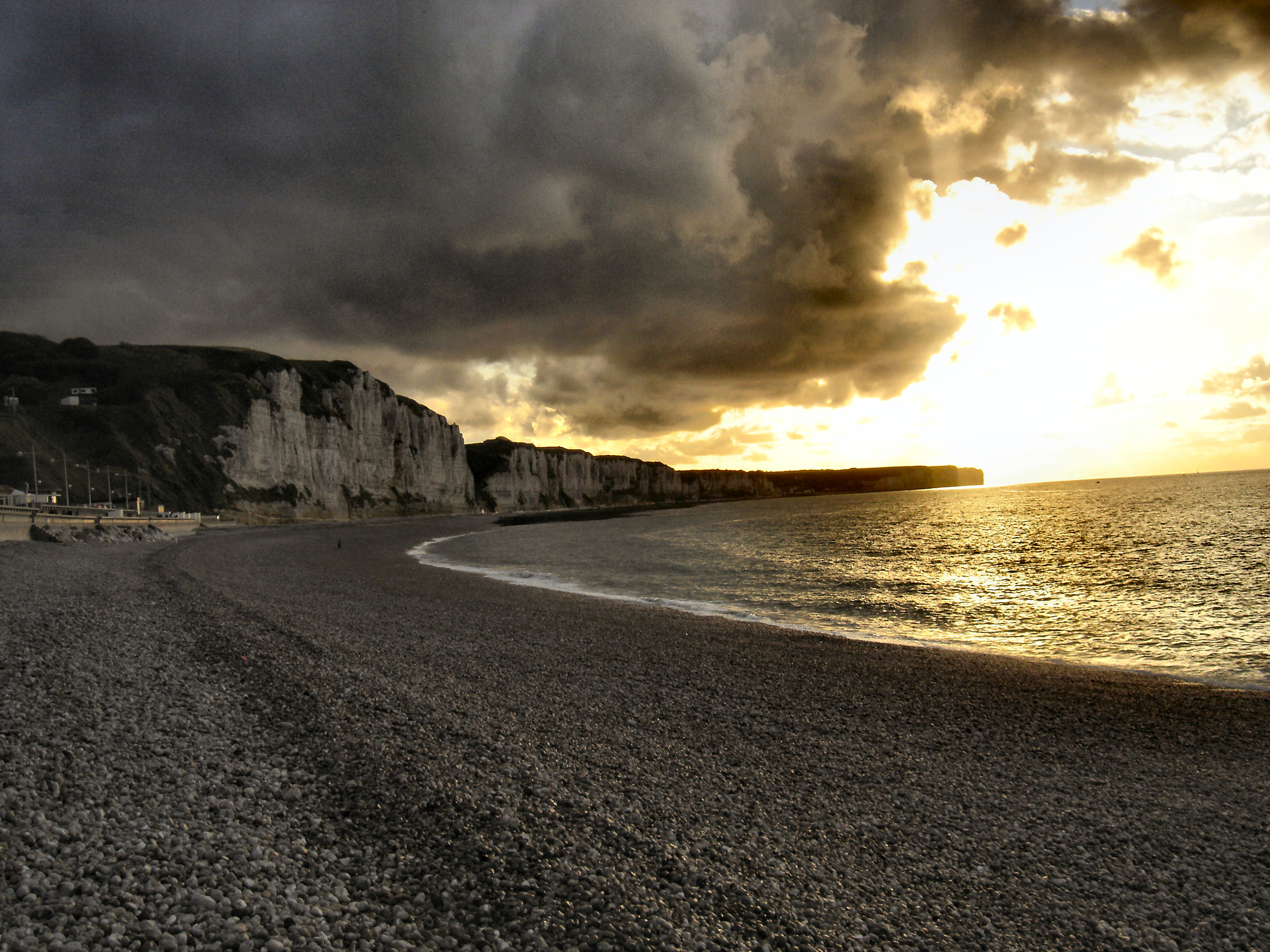
Plaża w Fécamp
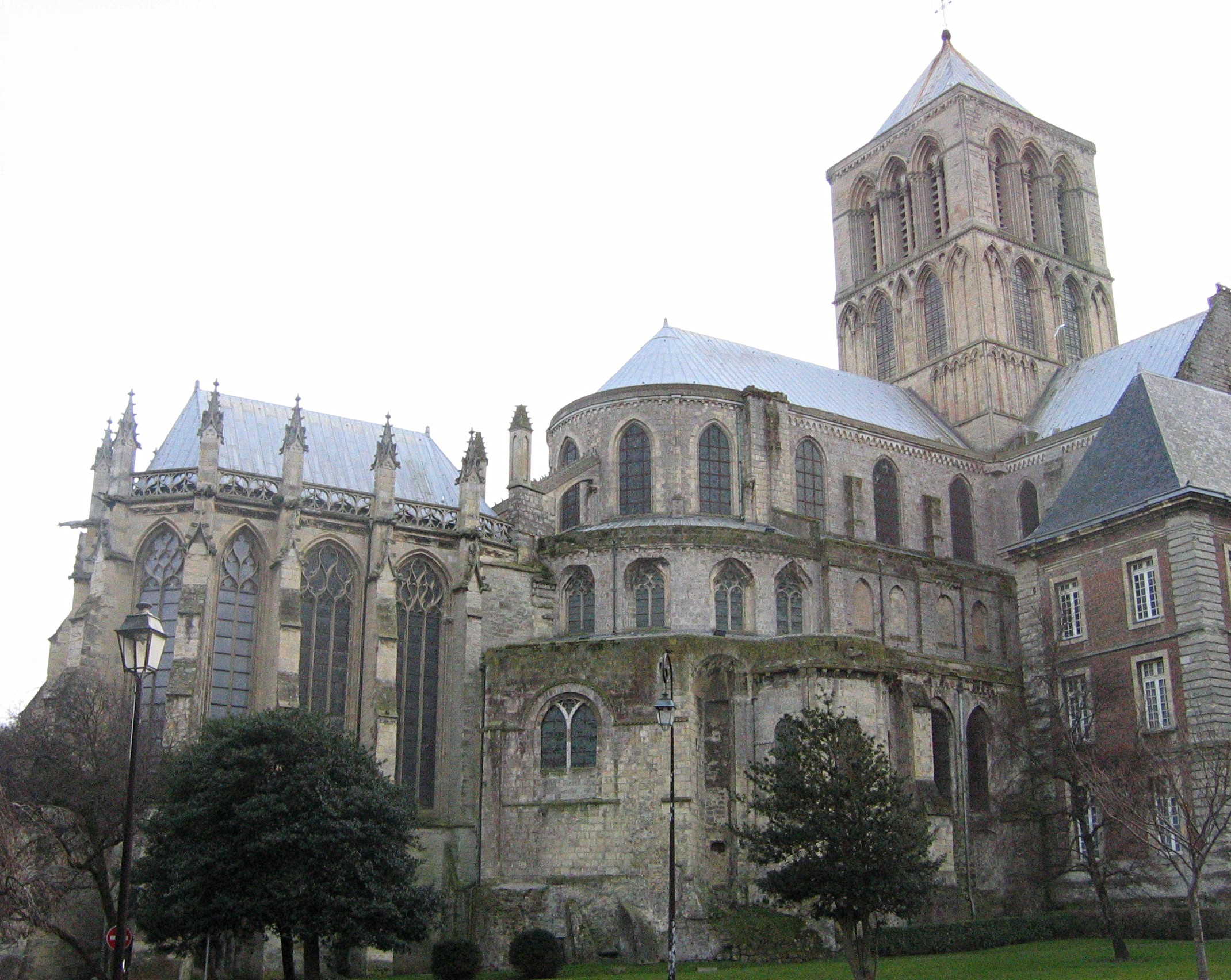
Opactwo w Fécamp
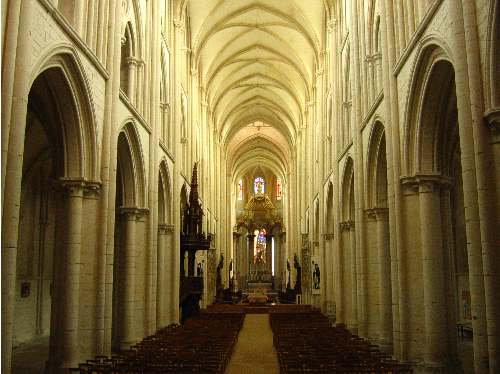
Opactwo w Fécamp, wnętrze
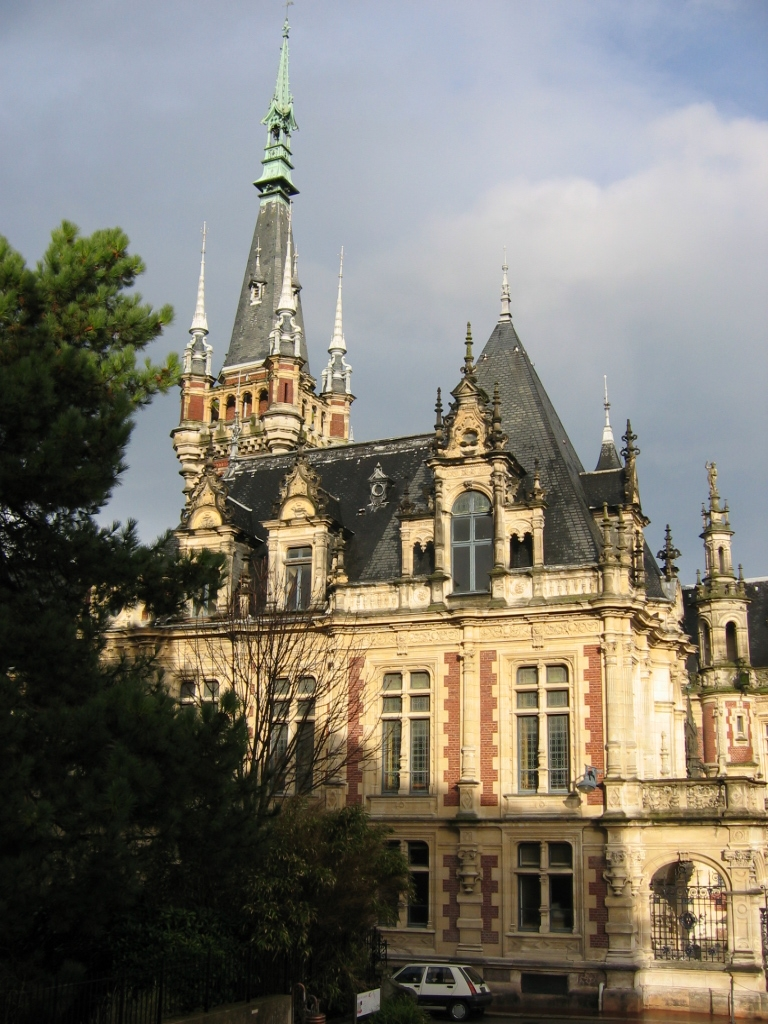
Palais Bénédictine w Fécamp